# Новая Зеландия на летних Олимпийских играх 1932
Новая Зеландия принимала участие в Летних Олимпийских играх 1932 года в Лос-Анджелесе (США) в четвёртый раз за свою историю, и завоевала одну серебряную медаль. Страну представлял 21 спортсмен в академической гребле, боксе, велоспорте и лёгкой атлетике.

## Медали
| Серебро |                               |                                                               |            |
| №       | Спортсмены                    | Вид спорта (дисциплина)                                       | Дата       |
| 1       | Сирил Стайлз Фредерик Томпсон | Академическая гребля (двойки распашные без рулевого, мужчины) | 13 августа |

## Результаты соревнований

### Академическая гребля
Соревнования в академической гребле на Играх 1932 года проходили с 9 по 13 августа. В следующий раунд из каждого заезда проходили несколько лучших экипажей (в зависимости от раунда и дисциплины). В финал выходили 4 сильнейших экипажа.
Мужчины
| Соревнование | Спортсмены                    | Предварительный заезд | Предварительный заезд | Предварительный заезд | Отборочный заезд | Отборочный заезд | Отборочный заезд | Финал  | Финал |
| Соревнование | Спортсмены                    | Заезд                 | Время                 | Место                 | Заезд            | Время            | Место            | Время  | Место |
| ------------ | ----------------------------- | --------------------- | --------------------- | --------------------- | ---------------- | ---------------- | ---------------- | ------ | ----- |
| двойки       | Сирил Стайлз Фредерик Томпсон | 2                     | 7:50,2                | 2                     | 1                | 8:11,4           | 2 Q              | 8:02,4 | 2     |

| Спортсмен | Вид                | Отборочная гонка | Отборочная гонка | Дополнительная гонка | Дополнительная гонка | Финал     | Финал     |
| Спортсмен | Вид                | Время            | Место            | Время                | Место                | Время     | Место     |
| --- | ------------------ | ---------------- | ---------------- | -------------------- | -------------------- | --------- | --------- |
| Ноэль Поуп Сомерс Кокс Чарльз Саундерс Джон Соломон Делмонт Галлери                                                             | Четвёрки с рулевым | 7.19,6           | 3                | 7.38,2               | 1                    | 7.32,6    | 4         |
| Джордж Кук Бертрам Сандос Сирил Стилз Джон МакДональд Лоуренс Джексон Фред Томпсон Чарльз Саундерс Джон Соломон Делмонт Галлери | Восьмёрки          | 6.49,0           | 4                | 6.52,2               | 2                    | Не прошли | Не прошли |

### Бокс
Спортсменов — 3
| Спортсмен     | Категория | 1/8 финала                  | Четвертьфинал        | Полуфинал            | Финал                |
| Спортсмен     | Категория | Соперник и результат        | Соперник и результат | Соперник и результат | Соперник и результат |
| ------------- | --------- | --------------------------- | -------------------- | -------------------- | -------------------- |
| Боб Перди     | 61,2 кг   | Марио Бьянкини Пор по очкам | Не прошёл            | Не прошёл            | Не прошёл            |
| Харольд Томас | 66,7 кг   | Лучано Фаброни Пор по очкам | Не прошёл            | Не прошёл            | Не прошёл            |
| Берт Лоу      | 72,6 кг   | Ханс Бернлёр Пор по очкам   | Не прошёл            | Не прошёл            | Не прошёл            |

### Велоспорт
Спортсменов — 1
Шоссе
| Спортсмен        | Вид             | Время     | Место |
| ---------------- | --------------- | --------- | ----- |
| Рональд Фубистер | Групповая гонка | 2:38.32,4 | 23    |

### Лёгкая атлетика
Спортсменов — 6
Мужчины
| Спортсмен      | Вид    | Забег     | Забег | Четвертьфинал | Четвертьфинал | Полуфинал | Полуфинал | Финал     | Финал     |           |           |
| Спортсмен      | Вид    | Результат | Место | Результат     | Место         | Результат | Место     | Результат | Место     |           |           |
| -------------- | ------ | --------- | ----- | ------------- | ------------- | --------- | --------- | --------- | --------- | --------- | --------- |
| Аллан Эллиот   | 100м   | 10,8      | 2     | 10,9          | 3             | 11,0      | 5         | Не прошёл | Не прошёл |           |           |
| Аллан Эллиот   | 200м   | 22,2      | 2     | 21,8          | 3             | 21,9      | 5         | Не прошёл | Не прошёл | Не прошёл | Не прошёл |
| Стюарт Блэк    | 200м   | 23,1      | 3     | 22,0          | 5             | Не прошёл | Не прошёл | Не прошёл | Не прошёл |           |           |
| Стюарт Блэк    | 400м   | 49,9      | 4     | Не прошёл     | Не прошёл     | Не прошёл | Не прошёл | Не прошёл | Не прошёл |           |           |
| Сирил Эванс    | 800м   | 1.58,4    | 5     | Не прошёл     | Не прошёл     | Не прошёл | Не прошёл |           |           |           |           |
| Джек Лавлок    | 1500м  | 3.58,0    | 1     |               |               |           |           | 3.55,6    | 7         |           |           |
| Уильям Сэвидан | 5000м  | 15.08,2   | 1     |               |               |           |           | 14.49,6   | 4         |           |           |
| Уильям Сэвидан | 10000м |           |       |               |               |           |           | 31.09,0   | 4         |           |           |

Женщины
| Спортсмен   | Вид  | Забег     | Забег | Полуфинал | Полуфинал | Финал     | Финал     |
| Спортсмен   | Вид  | Результат | Место | Результат | Место     | Результат | Место     |
| ----------- | ---- | --------- | ----- | --------- | --------- | --------- | --------- |
| Тельма Кенч | 100м | 12,7      | 3     | ?         | 6         | Не прошла | Не прошла |